# Stadion im. Florei Dumitrachego
Stadion im. Florei Dumitrachegoe (rum. Stadionul Florea Dumitrache) – macierzysty stadion drugiej drużyny piłkarskiej Dinamo Bukareszt oraz sekcji rugby Dinamo. Pojemność obiektu wynosi 1500 miejsc. Patronem stadionu jest rumuński piłkarz grający na pozycji napastnika, Florea Dumitrache. Do 1990 gospodarzem stadionu była Victoria Bukareszt, a obiekt nazywał się Stadion Victoria (rum. Stadionul Victoria)